# Orthomolekulare Psychiatrie
Die Orthomolekulare Psychiatrie gehört zur orthomolekularen Medizin und wird alternativmedizinisch als Zweig der Psychiatrie angesehen. Gemäß der orthomolekularen Psychiatrie soll die Ursachen aller Psychosen (wie z. B. Schizophrenie) in einem biochemischen Ungleichgewicht im Gehirn liegen. Diese seien daher durch Lebensmittel, vor allem durch hoch dosierte Vitamine und Spurenelemente, behandelbar.
Seriöse Wirksamkeitsnachweise existieren nicht, sie gilt als Außenseitermethode.

## Geschichte
Die kanadischen Psychiater Abram Hoffer und Humphry Osmond gelten als die Begründer der orthomolekularen Psychiatrie. Sie setzten in der sogenannten „Mega-Vitamintherapie“ hohe Dosen Niacin (Vitamin B3) zur Behandlung von Schizophrenie ein. Bereits 1936 hatte der deutsche Psychiater Paul Honekamp die These aufgestellt, Schizophrenie beruhe auf einem Vitamin-B-Mangel, den er mit einem Präparat aus kalt getrockneter Bierhefe zu beheben versuchte. Ausgangspunkt war die Überlegung, da die Symptome der Schizophrenie bei Pellagra bei Behandlung mit Niacin verschwinden, ob nicht auch in Fällen von Schizophrenie ohne die übrigen Pellagra-Symptome Hauterkrankungen und Durchfall Niacin hilfreich sei. Darauf aufbauend entwickelte Carl Curt Pfeiffer ein System der Behandlung psychiatrischer Erkrankungen, das bei den Anhängern des Systems bis heute in den Grundzügen gültig ist, für das es allerdings keinerlei Wirksamkeitsnachweise in der wissenschaftlichen Literatur gibt.
Pfeiffer stellte ein System der „Biotypen der Schizophrenie“ auf:
- Histapenie – niedriger Histaminspiegel mit Kupferüberschuss im Blut
- Histadelie – hoher Histaminspiegel mit niedrigen Kupferwerten im Blut
- Hämopyrrollaktamurie  – ein familiärer Zweifachmangel an Zink und Vitamin B6
- Zerebrale Allergie – einschließlich Weizenglutenallergie
- Hypoglykämie durch Fehlernährung

Nach dem Tode Pfeiffers 1988 stagnierte die Forschung auf diesem Gebiet. Die damals durchgeführten Studien entsprechen nicht heutigen wissenschaftlichen Ansprüchen. Die mittlerweile 50 Jahre alten ursprünglich hoffnungsvoll aussehenden Ergebnisse konnten in Nachfolgestudien anderer Untersucher nicht repliziert werden. Eine große Serie von Placebo-kontrollierten Studien zeigte keinerlei Wirkung der getesteten Vitamine auf die Schizophreniesymptome.
Vitamine in Hochdosis sind eindeutig zumindest wesentlich weniger wirksam als die Behandlung der Schizophrenie mit Neuroleptika. Auch die Vitaminbehandlung ist nicht ohne Risiken. Unter Umständen sehr unangenehme oder das Leben verkürzende Nebenwirkungen sind insbesondere auch in letzter Zeit wiederholt in Studien zu hochdosierten Vitaminen berichtet worden.

## Gegenwärtiger Stand
Die orthomolekulare Psychiatrie spielt in der Behandlung von psychischen Erkrankungen in Deutschland keine Rolle.
Die gesetzlichen Krankenkassen tragen die Kosten nicht, da kein Wirksamkeitsnachweis vorliegt.
In Deutschland haben nur wenige Vitaminpräparate eine Zulassung als Arzneimittel. Sie werden vielmehr als Nahrungsergänzungsmittel verkauft, d. h. die Werbung darf keine medizinischen Indikationen und Heilungsversprechen enthalten, und hohe (möglicherweise toxische) Dosen sind unzulässig.

## Kritik an der orthomolekularen Psychiatrie
Die orthomolekulare Psychiatrie kann ihre Therapieempfehlungen nicht mit neutralen Studien begründen. Dagegen gibt es wissenschaftliche Studien, die zeigen, dass ein derartiges Vorgehen keinen Vorteil für die Patienten bringt. Andere Arbeiten belegen sogar Gefahren derselben. Mehrere Fachverbände weltweit haben sich daher nach Durchsicht der Forschungsergebnisse eindeutig gegen die orthomolekulare Psychiatrie ausgesprochen. Sie ist nicht Bestandteil der modernen evidenzbasierten Medizin.

### Generisch
- Carl C. Pfeiffer: Nährstoff-Therapie bei psychischen Störungen. The Golden Pamphlet. Haug-Verlag, Heidelberg 1986, ISBN 3-7760-1062-2.
- Carl C. Pfeiffer: Nutrition and Mental Illness: An Orthomolecular Approach to Balancing Body Chemistry, Taschenbuch, 1. April 1988, ISBN 0892812265.
- Konrad Thome: Nährstoffe für die Seele. Möglichkeiten der orthomolekularen Medizin in der Behandlung psychisch kranker Menschen und bei ADHS. Optimal-Verlag, Kelkheim 2003, ISBN 3-921271-44-4.
- Abram Hoffer: Vitamin B-3 and Schizophrenia: Discovery, Recovery, Controversy. Quarry Press, Kingston, Ontario Canada 1998, ISBN 1-55082-079-6.
- Eva Edelmann: Natural Healing for Schizophrenia: And Other Common Mental Disorders, Taschenbuch, 1. März 2001, ISBN 0965097676.

### Fachartikel
- R. H. Haslam, J. T. Dalby, A. W. Rademaker: Effects of megavitamin therapy on children with attention deficit disorders. In: Pediatrics. 74(1), Jul 1984, S. 103–111.
- R. A. Davidson: Complications of megavitamin therapy. In: South Med J. 77(2), Feb 1984, S. 200–203.
- K. Vaughan, N. McConaghy, N. Z. Aust: Megavitamin and dietary treatment in schizophrenia: a randomised, controlled trial. In: J Psychiatry. 33(1), Feb 1999, S. 84–88.
- M. Lipton  u. a.: Task Force Report on Megavitamin and Orthomolecular Therapy in Psychiatry. American Psychiatric Association, Washington D.C. 1973,.
- Nutrition Committee, Canadian Paediatric Society: Megavitamin and megamineral therapy in childhood. In: Canadian Medical Association Journal. 143, 1990, S. 10091013. reaffirmed April 2000.
- Committee on Nutrition, American Academy of Pediatrics: Megavitamin therapy for childhood psychoses and learning disabilities. In: Pediatrics. 58, 1976, S. 910912.